# 雷諾Trafic
雷諾Trafic是由法國汽車公司雷諾於1981年開始推出的一款客貨車，此車型共有三代。

## 第一代（1980–2001）

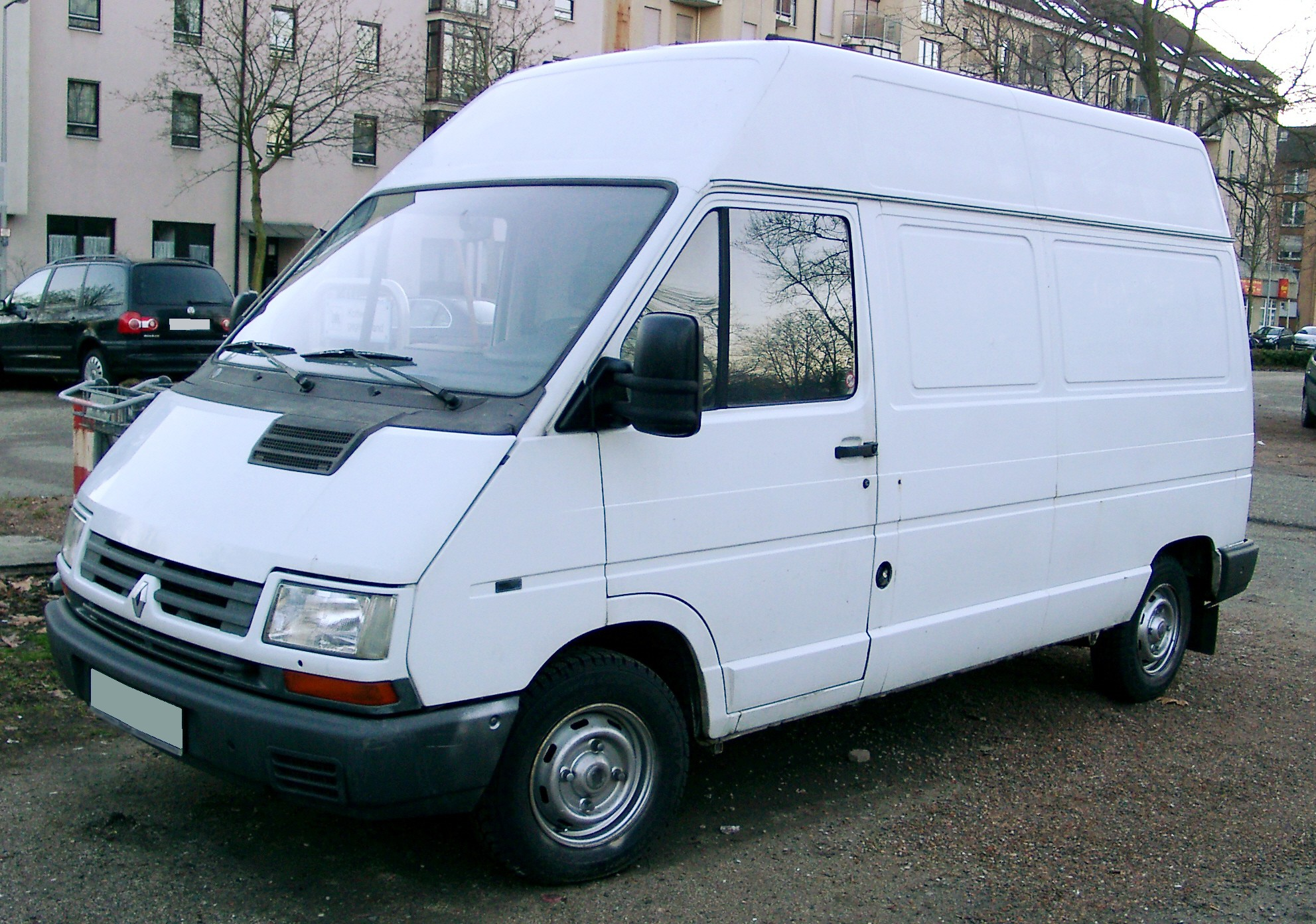
1992年小改款

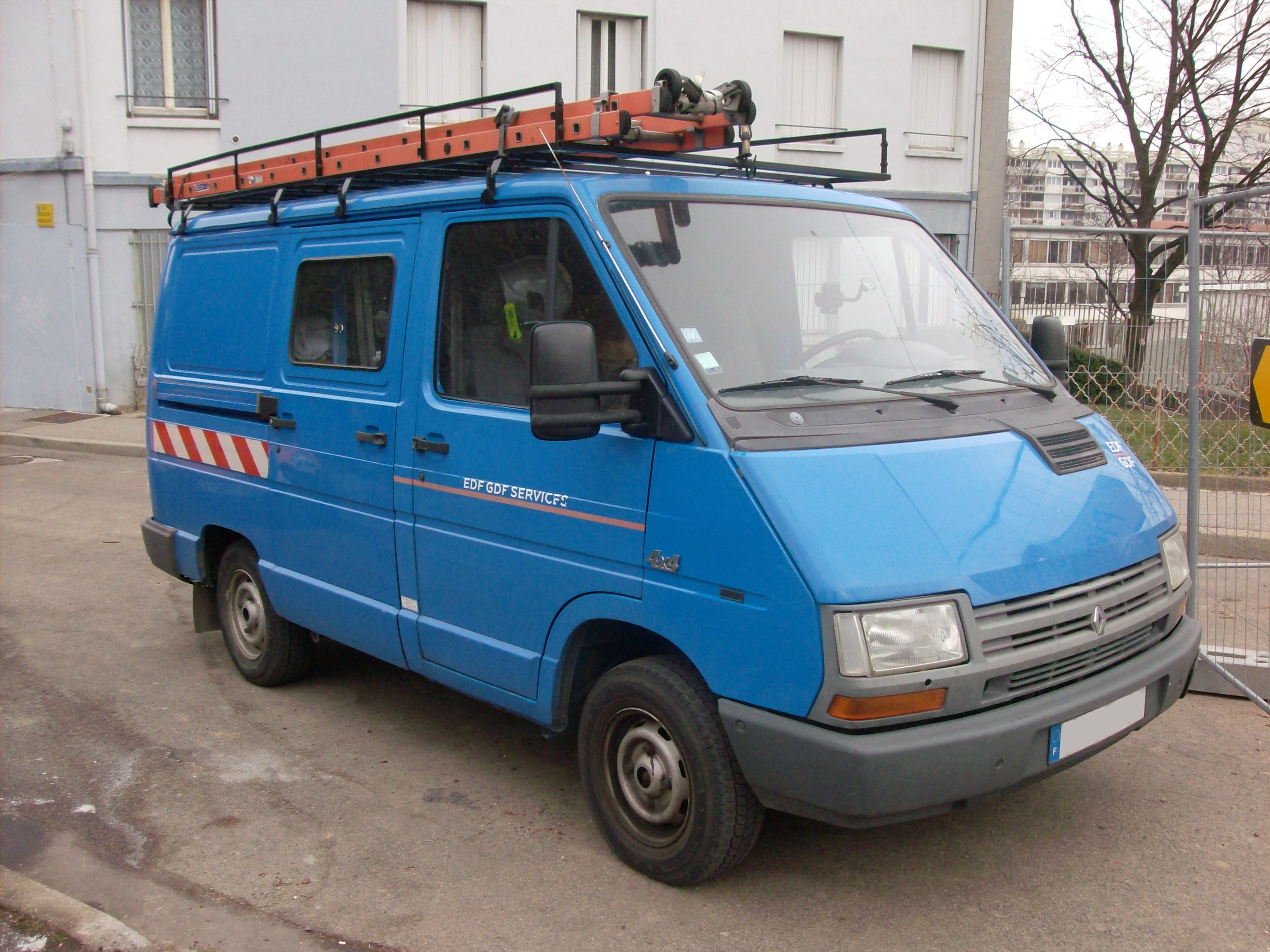
四驅版

原始版本的雷諾Trafic從1980年發售到2000年，在產品生命週期中有一些修改和更新。最初，廂形貨車在前端形狀上有一些變化，取決於裝配哪種發動機，最原始的1397cc發動機就安裝在平面格柵後面，而柴油發動機和更大的1647cc汽油發動機，就需要一個向前擴展的塑膠格柵和更厚的保險槓。
在1980年代中期，1721cc OHC發動機取代了1647cc OHV，它安裝在較短的格柵之後，但在引擎蓋上凸起一部分以容納較大的發動機。柴油和2.1汽油發動機配合擴展格柵一起運作。1990年，Trafic進行了一個主要的前端造形修改，具有更圓滑外形及塑膠保險槓，並且新的車體更長以適合安裝各種發動機。
1995年，Mk1 Trafic進行了最後的改版，配備有新的格柵、新尾燈、大型雙後視鏡，以及新的內裝，包括現代化儀表板和多個可調節座椅。
這個版本也從1997年起以歐寶Arena的車型出售。

## 第二代（2001-2014）

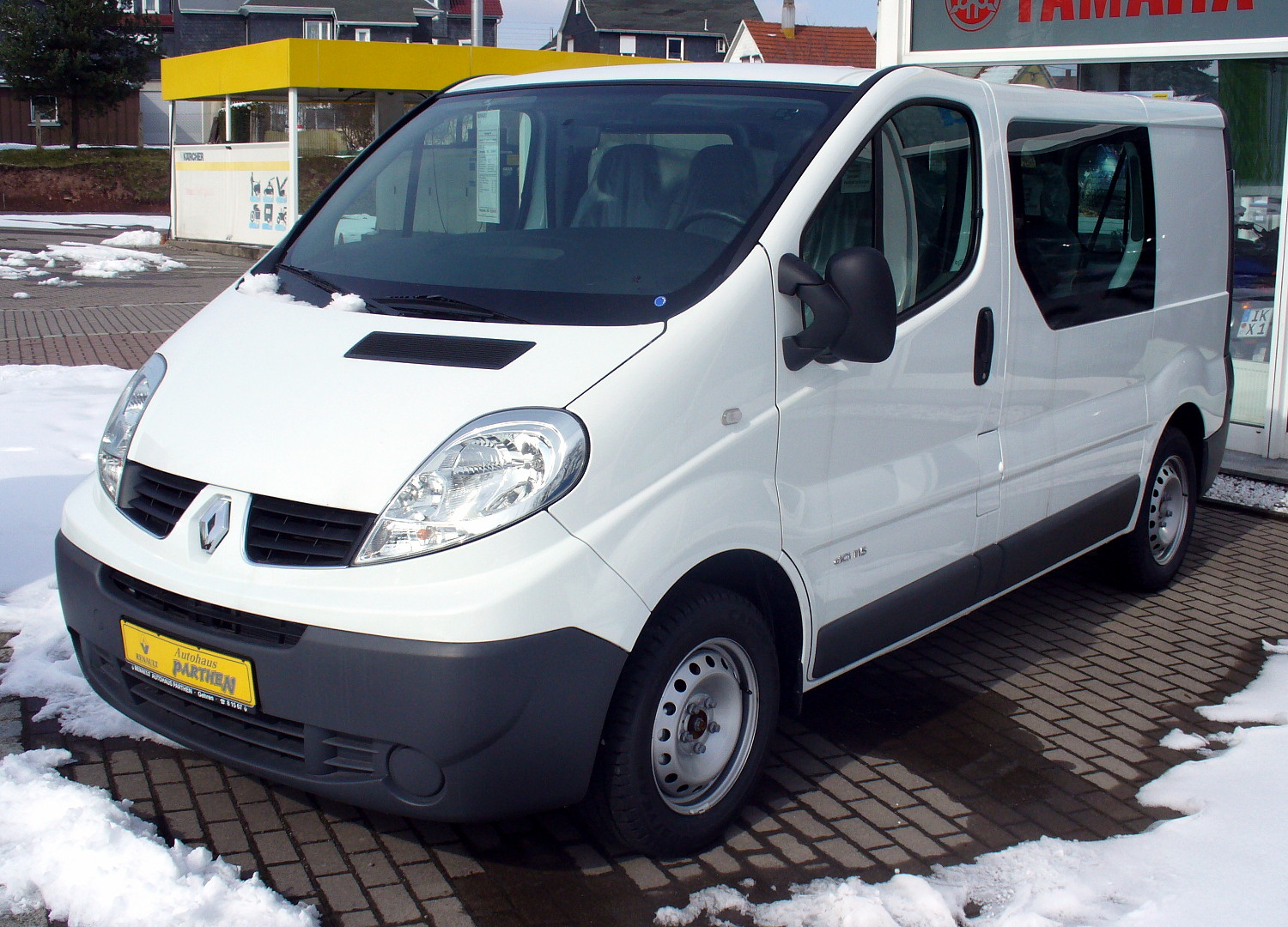
2006年小改款

第二代Trafic由德國歐寶、日本日產和法國雷諾合資建造。它也以歐寶/Vauxhall Vivaro和日產 Primastar的型號出售。

## 第三代（2014年至今）
雷諾在2014年9月發布了新一代車型，由歐寶再次在歐洲銷售。菲亞特在2016年7月推出了以雷諾Trafic為基礎的新型麵包車，名為飛雅特Talento（代替Scudo）。雷諾和日產的生產集中在法國的桑杜维尔工廠，英國和歐陸的歐寶/Vauxhall車型繼續在通用汽車路頓廠製造，但高車頂變型在桑杜維爾製造。這款新車型降低了以前的大容量柴油發動機，有利於1.6 Energy dCi（雷諾）/ CDTI（歐寶）發動機。

## 內部連結
- 飛雅特Talento